# Taibon Agordino
Taibon Agordino település Olaszországban, Veneto régióban, Belluno megyében. Lakosainak száma 1726 fő (2023. január 1.). Taibon Agordino Agordo, Alleghe, Canale d’Agordo, Cencenighe Agordino, Gosaldo, San Tomaso Agordino, Primiero San Martino di Castrozza, Voltago Agordino és Val di Zoldo községekkel határos.

## Népesség
A település lakossága az elmúlt években az alábbi módon változott:
| Lakosok száma | 1742 | 1749 | 1726 |
|               | 2017 | 2018 | 2023 |